# Goupillon (liturgie)
Pour les articles homonymes, voir Goupillon.

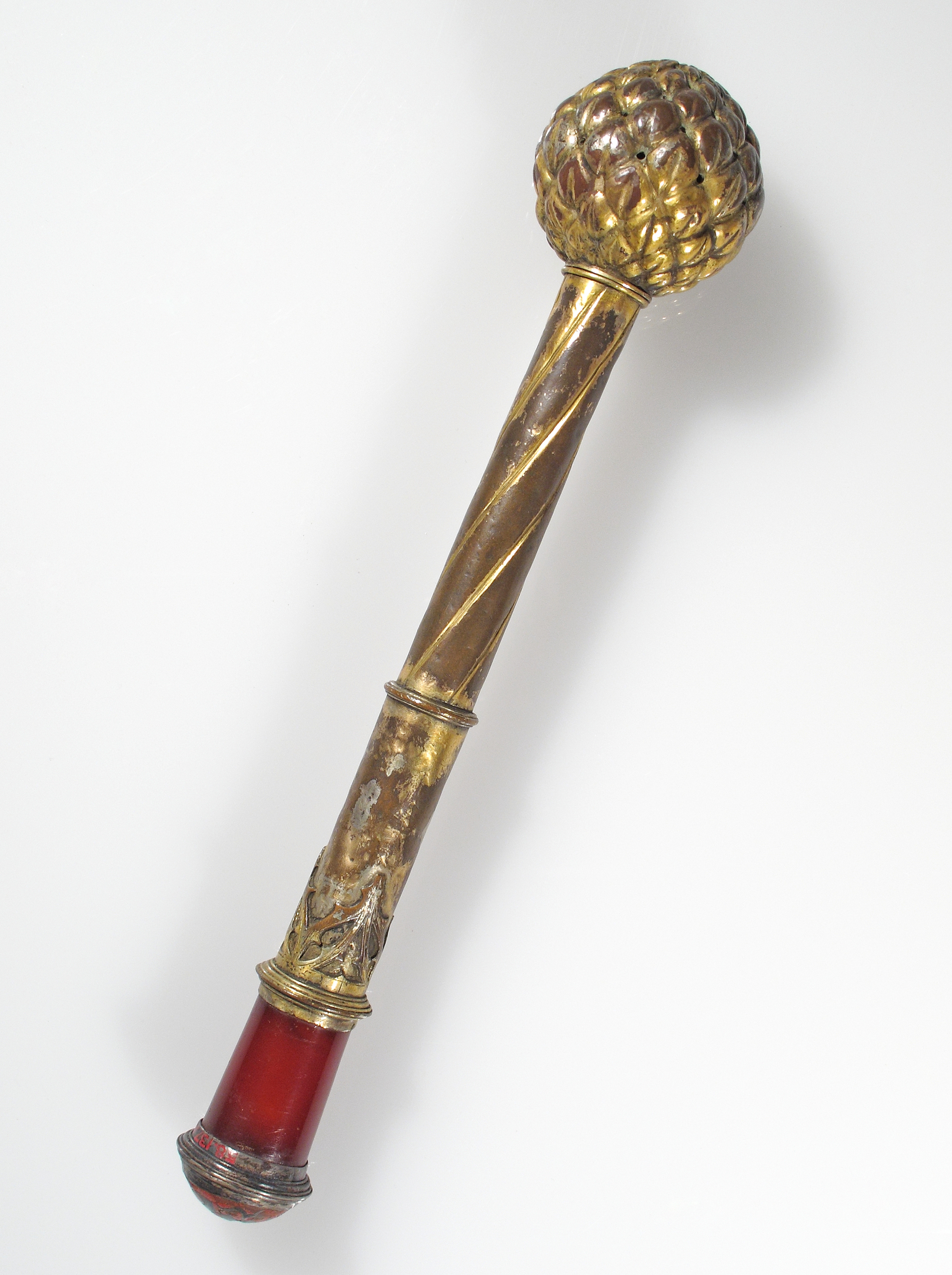
Goupillon, XV.

Le goupillon est un objet de la liturgie chrétienne utilisé pour asperger d'eau bénite objets ou personnes participant à une cérémonie religieuse. Il ressemble à un court bâton de bois ou de métal, garni à son extrémité de poils rudes ou d'une boule percée de trous. 
Il existe deux types de goupillon : l'un autonome car l'eau se trouve dans un réservoir du manche ; l'autre doit être régulièrement plongé dans un seau et fait partie d'un tout (goupillon, seau et support).

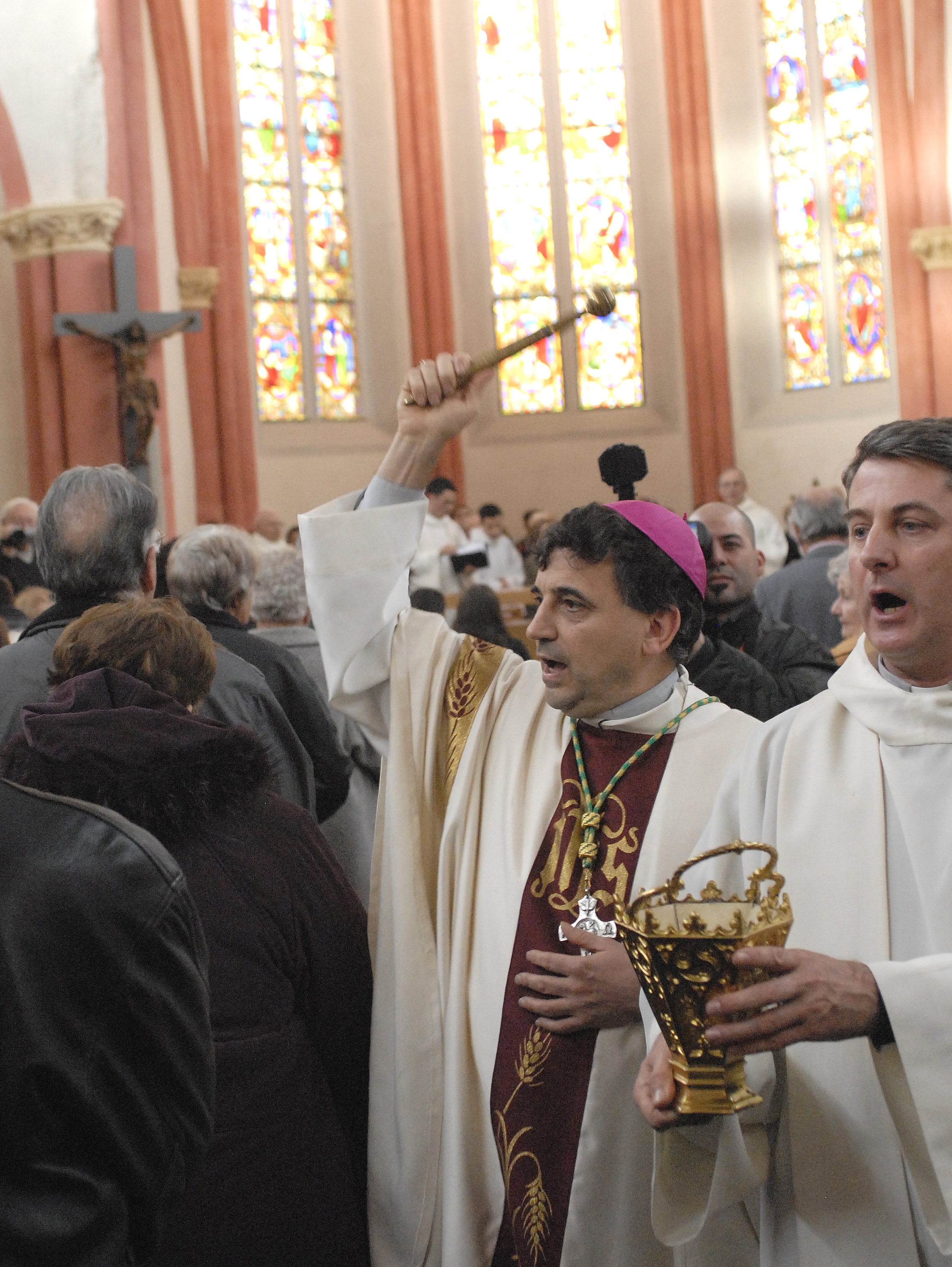
Évêque bénissant les fidèles au moyen du goupillon pendant la messe (crédit photo : Ian42).

## Étymologie
Son nom provient de goupil, le nom médiéval du renard roux, car il était garni d'une queue rude, semblable à la forme du goupillon. 
L'expression « Le sabre et le goupillon », qui désigne la collusion entre l'armée et la religion, est courante dans le langage populaire, en particulier dans les milieux antimilitaristes et anticléricaux, mais pas uniquement. On la retrouve par exemple dans la chanson éponyme de Jean Ferrat ou dans celle de Renaud.

## Galerie

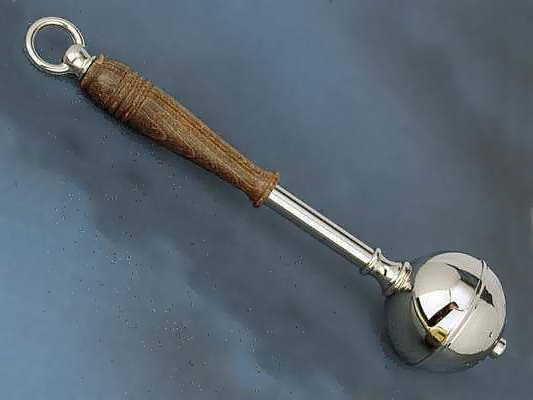
Goupillon.
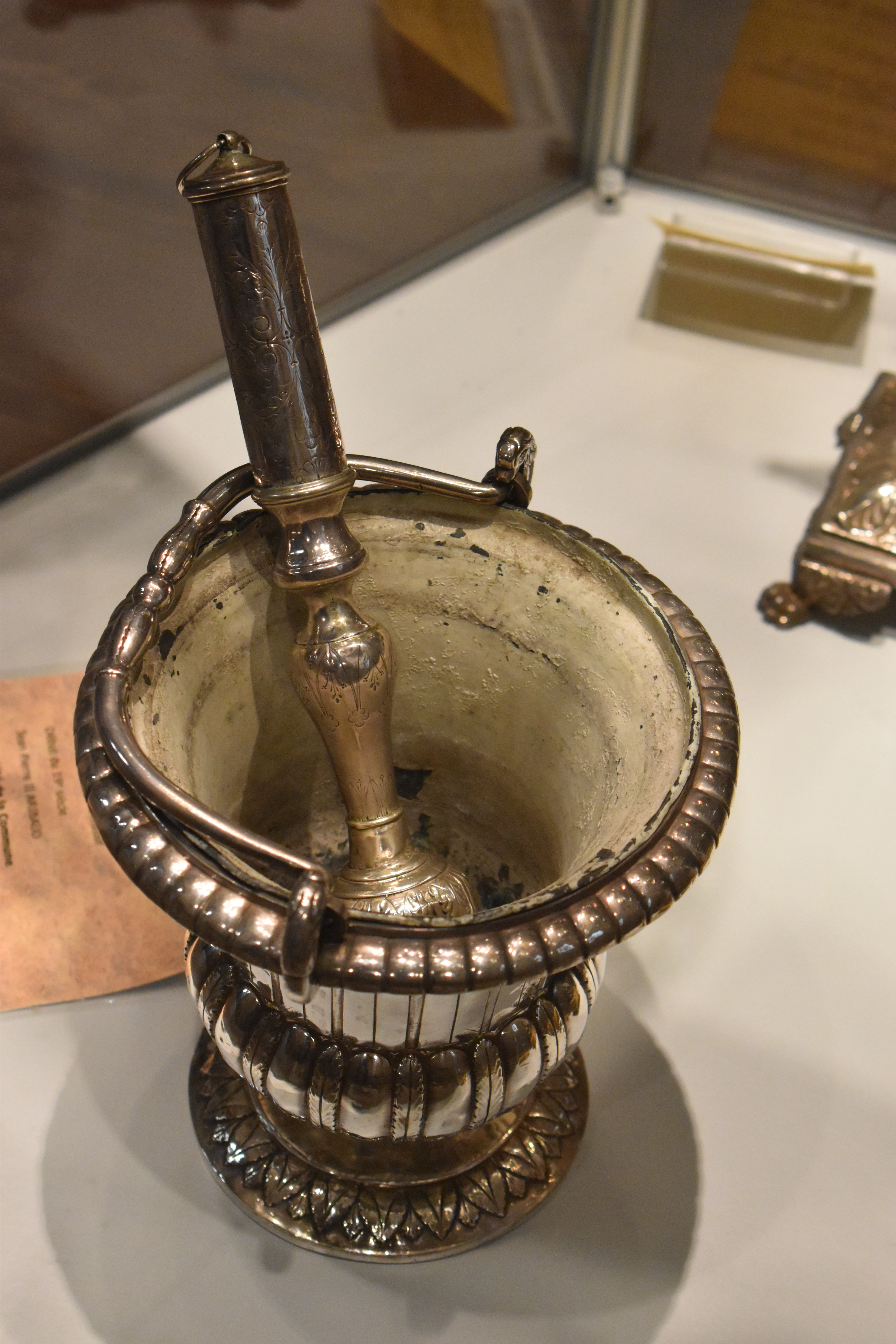
Goupillon et seau.
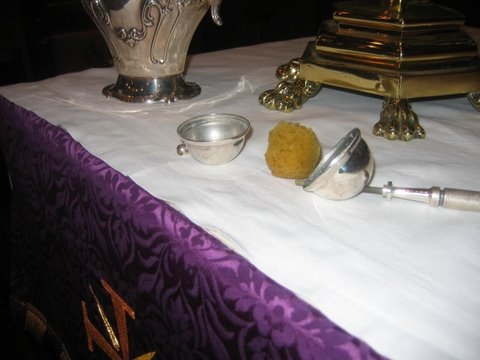
Goupillon ouvert avec l'éponge qu'il contient.
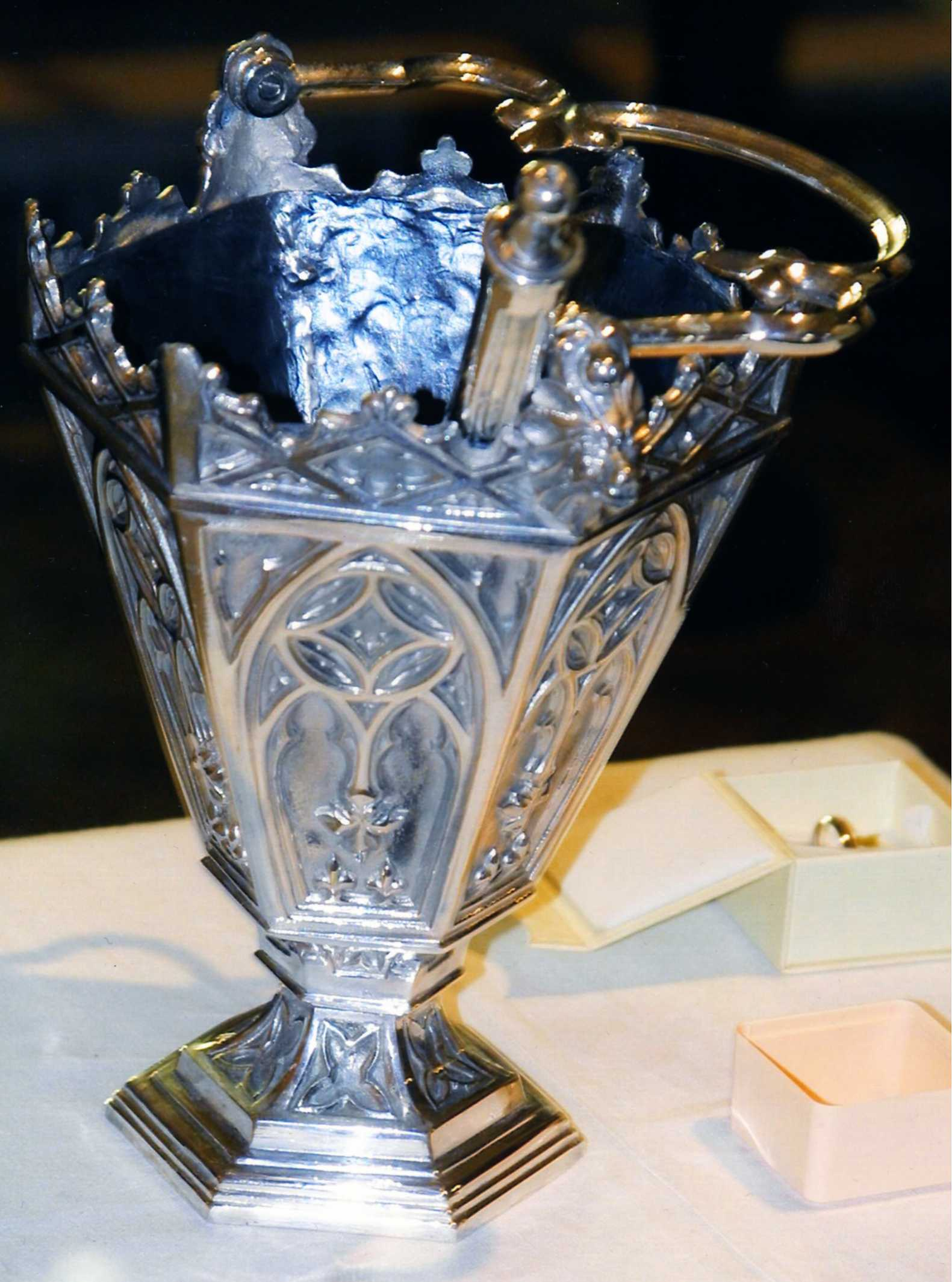
Seau à eau bénite avec goupillon.
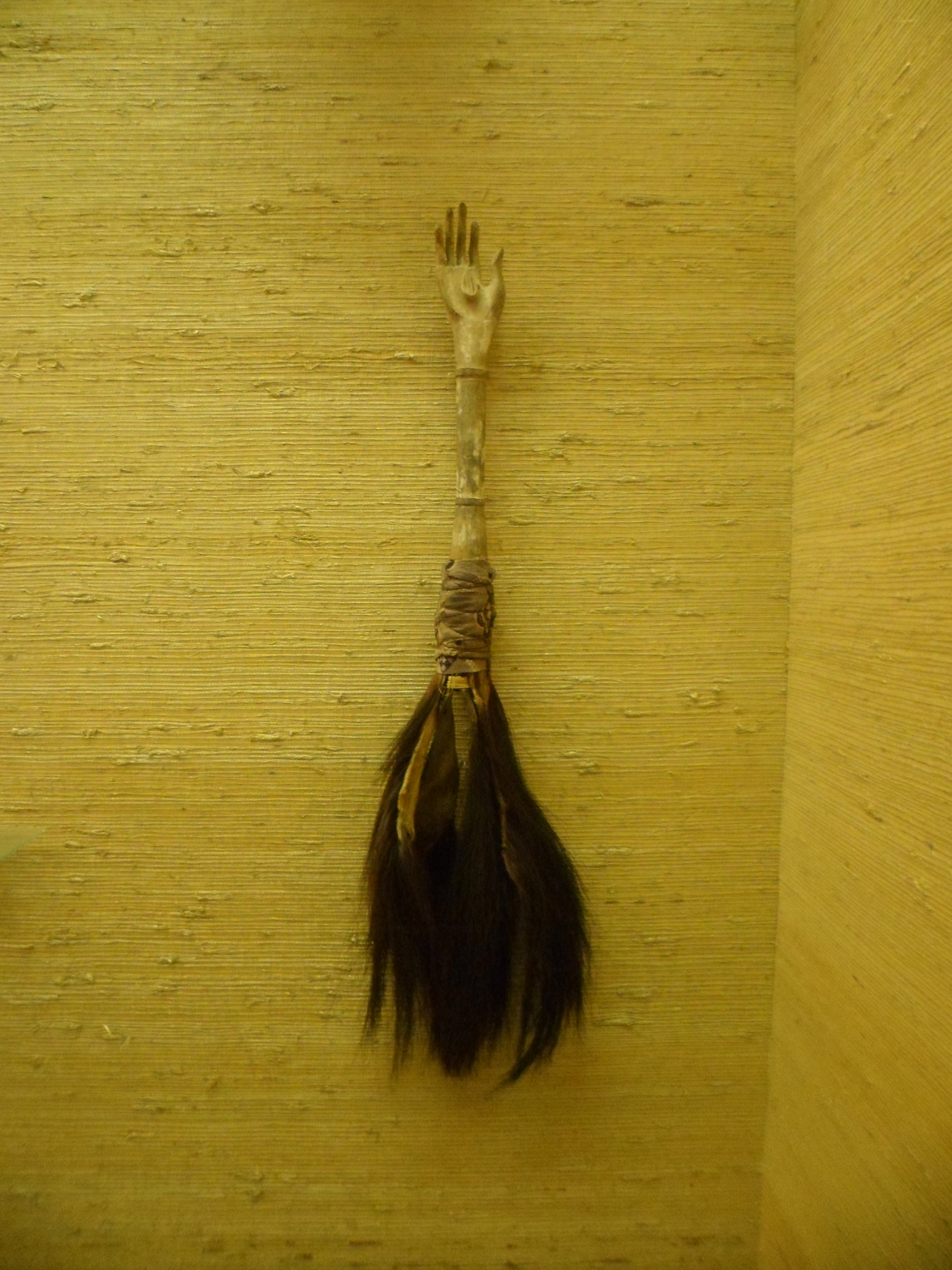
Goupillon pour la cérémonie du lemba, Yombe, République démocratique du Congo.